# Ластовень азовський
Ластовень азовський (Vincetoxicum maeoticum) — вид трав'янистих рослин з роду ластовень (Vincetoxicum) підродини ластівневих (Asclepiadoideae) родини кутрових.

## Загальна біоморфологічна характеристика
Трав'яниста багаторічна рослина 20-40 см заввишки. Розгалужені стебла прямовисні, рівномірно коротко запушені. Листки короткочерешкові, донизу відігнуті, яйцеподібно-ланцетні, 4-6 см завдовжки та 2-4 см завширшки, при основі округлі, на верхівці відтягнуті, по краях і по жилках запушені. Квітки буруватого кольору розташовані по 2-6 шт. у пазухах листків. Густо запушені квітконіжки коротші за квітки. Квітки разом із квітконіжками коротші за листки. Віночок зрослопелюстковий, до 10 мм в діаметрі, всередині голий; лопаті довгасті. Плід — видовжено-ланцетна листянка, на верхівці загострений, до 6 см завдовжки, голий; насінини з чубчиком. Цвіте у травні — червні. Плодоносить в липні.

## Історія
У Національному Гербарії України Інституту ботаніки Національної академії наук України зберігається зразок ластовня азовського, вперше зібраного Юрієм Дмитровичем Клеоповим у травні 1926 року біля Маріуполя Донецької області в Найденівській балці і описаного ним під назвою Cynanchum meoticum.

## Систематика
В деяких джерелах Vincetoxicum maeoticum розглядається як синонім ластовня буруватого (Vincetoxicum fuscatum (Hornem.) Rchb. f.).

## Екологія
Зростає в кам'янистих степах та на різноманітних відслоненнях.

## Поширення
Східнопричорноморський ендемік. В Україні зустрічається в Лівобережному степу (Північне Приазов'я), Донецькому лісостепу. У 2002 році був знайдений у Запорізькій області серед гранітних виходів в урочищі Корсак-Могила, що знаходиться на південній околиці села Мануйлівка Приморського району.

## Чисельність
Зустрічається поодинці або невеликими групами. Чисельність поступово зменшується через природно-історичну рідкісність, видобування гірських порід, випасання худоби.

## Заходи охорони
Вразливий вид. Занесений до Європейського Червоного списку, Червоної книги Донецької області, Офіційного переліку регіонально рідкісних рослин Донецької області. Охороняється на територіях наступних об'єктів природно-заповідного фонду:
- природний заповідник «Кам'яні Могили»,
- природний заповідник «Хомутовський степ»,
- природний заповідник «Кальміуський»,
- національний природний парк «Меотида»,
- лісовий заказник загальнодержавного значення «Бердянський»,
- Ботанічна пам'ятка природи загальнодержавного значення «Балка Гірка»,
- ботанічний заказник місцевого значення «Пристенське»,
- лісовий заказник місцевого значення «Урочище Розсоховате»,
- лісовий заказник місцевого значення «Урочище Леонтьєво-Байрацьке»,
- ботанічний заказник місцевого значення «Знаменівська балка»,
- ентомологічний заказник місцевого значення «Кальчицький»,
- лісовий заказник місцевого значення «Азовська дача».

Вирощують в Донецькому ботанічному саду НАН України з 1988 року.